# Omega Workshops

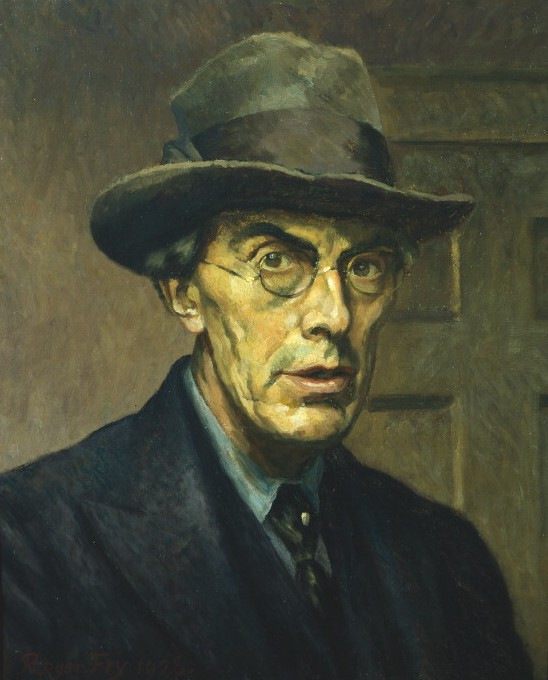
Roger Fry - hier op een zelfportret -, de drijvende kracht achter de Omega Workshops

De Omega Workshops was de naam van een op ontwerp en praktische toepassingen van de kunst gerichte onderneming die in 1913 werd opgericht door leden van de Bloomsburygroep, met als drijvende kracht de kunstschilder en kunstcriticus Roger Fry. De Omega Workshops waren gevestigd op Fitzroy Square 33 in Londen.
Roger Fry richtte de Workshops op omdat hij zich niet kon vinden in het onderscheid tussen de niet functionele, autonome uitingen van beeldende kunst enerzijds, en de toegepaste kunst anderzijds. Hij zocht bovendien bewust naar mogelijkheden waarop zijn vrienden - deels verenigd in wat later de Bloomsburygroep zou gaan heten - hun verdiencapaciteit zouden kunnen vergroten. In zekere zin was het overstijgende ideaal van Fry de oprichting van een harmonieus ambachtsgilde waarin esthetica hand-in-hand zou gaan met directe bruikbaarheid. Grant verzorgde de vormgeving van de uitnodiging van de eerste uitnodiging voor een expositie van de Workshops. De belettering van de uitnodiging was van Fry zelf. De tekst luidde:
Yor are invited to an exhibbition of decorative arts at the above address: examples of interior decorations for bedrooms, nurseries, etc., furniture, textiles, hand-dyed dress materials, trays, fans and other objects, suitable for christmas presents
Om er zeker van te zijn dat het werk verkocht werd op basis van de kwaliteit, en niet op basis van de reputatie van de kunstenaar, stond Fry erop dat alle werken niet werden gesigneerd met de naam van de maker, maar met uitsluitend met de letter Ω (omega).
De voornaamste kunstenaars die bijdroegen aan de Omega Workshops waren Fry zelf, Duncan Grant en Vanessa Bell. Aanvankelijk nam ook Wyndham Lewis deel aan het werk van de Workshops. Lewis scheidde zich evenwel al spoedig af en begon de zogenaamde Rebel Arts Movement, een beweging die veel meer werd bepaald door geometrische abstractie en tweedimensionale vormen.
De Omega Workshops werden in 1919 gesloten en in 1920 geliquideerd. De belangstelling voor het werk van deze beweging was steeds marginaal gebleven en het - relatieve - succes was feitelijk alleen afhankelijk geweest van een aantal welgestelde vrienden van de oprichters. Pas in de jaren tachtig van de twintigste eeuw ontstond er hernieuwde belangstelling voor het werk van de Omega Workshops. Deze hernieuwde belangstelling hing deels samen met de opleving van de populariteit van de Bloomsburygroep.